# Heterotextus peziziformis
Heterotextus peziziformis är en svampart som först beskrevs av Miles Joseph Berkeley, och fick sitt nu gällande namn av Lloyd 1922. Heterotextus peziziformis ingår i släktet Heterotextus och familjen Dacrymycetaceae.   Inga underarter finns listade i Catalogue of Life.